# Wayne Marshall (músico clásico)
Wayne Marshall (Oldham, Lancashire, Reino Unido, 13 de enero de 1961) es un pianista, organista y director de orquesta británico.

## Vida
Marshall nació en el municipio inglés de Oldham el 13 de enero de 1961. Tocaba de oído el piano a los tres años y comenzó las clases a los siete. A los once estudió órgano y piano en la Chetham's School of Music de Mánchester. Posteriormente continuó su formación musical en el Royal College of Music de Londres y en la Hochschule für Musik de Viena.

## Carrera
Aunque ha dedicado gran parte de su tiempo a la música de Broadway y al jazz, comenzó su carrera como músico de iglesia, ejerciendo de organista primero en la Catedral de Mánchester y luego en la Capilla de San Jorge en el Castillo de Windsor. Marshall se labró rápidamente una reputación internacional como solista de órgano y recitalista. También empezó a aparecer regularmente como pianista en ambos papeles y como acompañante. Como organista ha actuado en todo el mundo, con los mejores órganos, en la Catedral de Notre Dame de París; el Royal Festival Hall en Londres y la Abadía de Westminster. Es el organista residente del Bridgewater Hall de Mánchester. 
Es un renombrado intérprete de la obra de George Gershwin, Leonard Bernstein, Duke Ellington y otros músicos norteamericanos del siglo XX. Ha grabado la obra completa para piano y orquesta de Gershwin actuando como pianista solista y director.
Entre sus primeras grabaciones se encuentran la Sinfonía n.º 3 para órgano de Camille Saint-Saëns en 1994 con Mariss Jansons en EMI, y el álbum de 1995 Masters of English Church Music en Collegium, que contiene obras para órgano de Byrd, Stanford y Howells. 
Marshall también había comenzado a desarrollar su carrera como director de orquesta, y a lo largo de los años dirigió orquestas como la Filarmónica de Róterdam, la Sinfónica de Viena y la Filarmónica de la BBC. El repertorio que escogía con estas formaciones solía incluir selecciones de musicales estadounidenses como Wonderful Town, West Side Story y Guys and Dolls. En 2013 fue nombrado director titular de la Orquesta Radiofónica de la WDR de Colonia, desde la temporada 2014-15.

## Discografía selecta
- Gershwin: Second Rhapsody; Piano Concerto in F; Porgy & Bess Symphonic Suite (1995)
- Gershwin: Rhapsody in Blue; I Got Rhythm; An American in Paris (1995)
- Gershwin: Songbook & Improvisations (1997)
- I Got Rhythm: Wayne Marshall Plays Gershwin (1997)
- The Most Unforgettable Organ Classics Ever (1998)
- Symphonie (1998)
- Wayne Marshall Plays Bach, Liszt, Brahms (1998)
- Grainger: Works for Piano (1999)
- Swing It! (1999)
- Organ Improvisations (1999)
- Two of a Kind (2000)
- Gershwin: Rhapsody in Blue; An American in Paris; Piano Concerto; Porgy & Bess (2002)
- Organ Works; Organ Transcriptions (2003)
- Popular Pieces for Trumpet and Organ (2005)
- Gershwin: Rhapsody in Blue; Concerto in F; Porgy and Bess Suite (2005)
- Gershwin: Rhapsody in Blue; Piano Concerto; An American in Paris; Porgy and Bess Suite (2005)
- Wedding Favourites (2005)
- James Macmillan: A Scotch Bestiary; Piano Concerto No. 2 (2006)
- Blues (2006)
- George Gershwin: Concerto in F; Variations on 'I Got Rhythm'; Song Improvisations (2010)
- Rhapsody in Swing (2012)